# Aelium Cetium

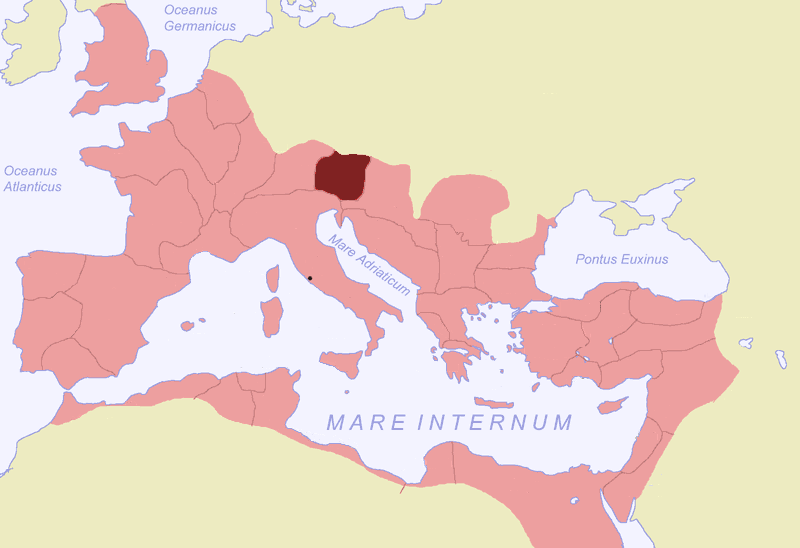
Lage der römischen Provinz Noricum

Aelium Cetium war eine römische Stadt an der Stelle der Altstadt des heutigen St. Pölten in Österreich. Sie begann Ende des 1. Jahrhunderts n. Chr. zu entstehen, wurde 122 auch offiziell zur Stadt erhoben und bestand bis etwa 450. Aelium Cetium war keine militärische, sondern eine zivile Stadt und der Versorgungs- und Verwaltungsmittelpunkt des Nordostens der römischen Provinz Noricum.
Um 450 wurde die römische Stadt verlassen und verfiel anschließend während einer jahrhundertelangen Siedlungspause. Erst im 8. Jahrhundert wurde im Nordosten Aelium Cetiums das Hippolytuskloster errichtet, von dem aus das heutige St. Pölten zu entstehen begann.

## Name
Der Name dürfte mit dem keltischen ketion oros zu tun haben, das bewaldete Ausläufer der Ostalpen bezeichnet hat. Das lateinische mons cetium (Waldberg) war die Bezeichnung eines Wienerwaldmassivs, die antike Stadt war von Wald umgeben.

## Lage

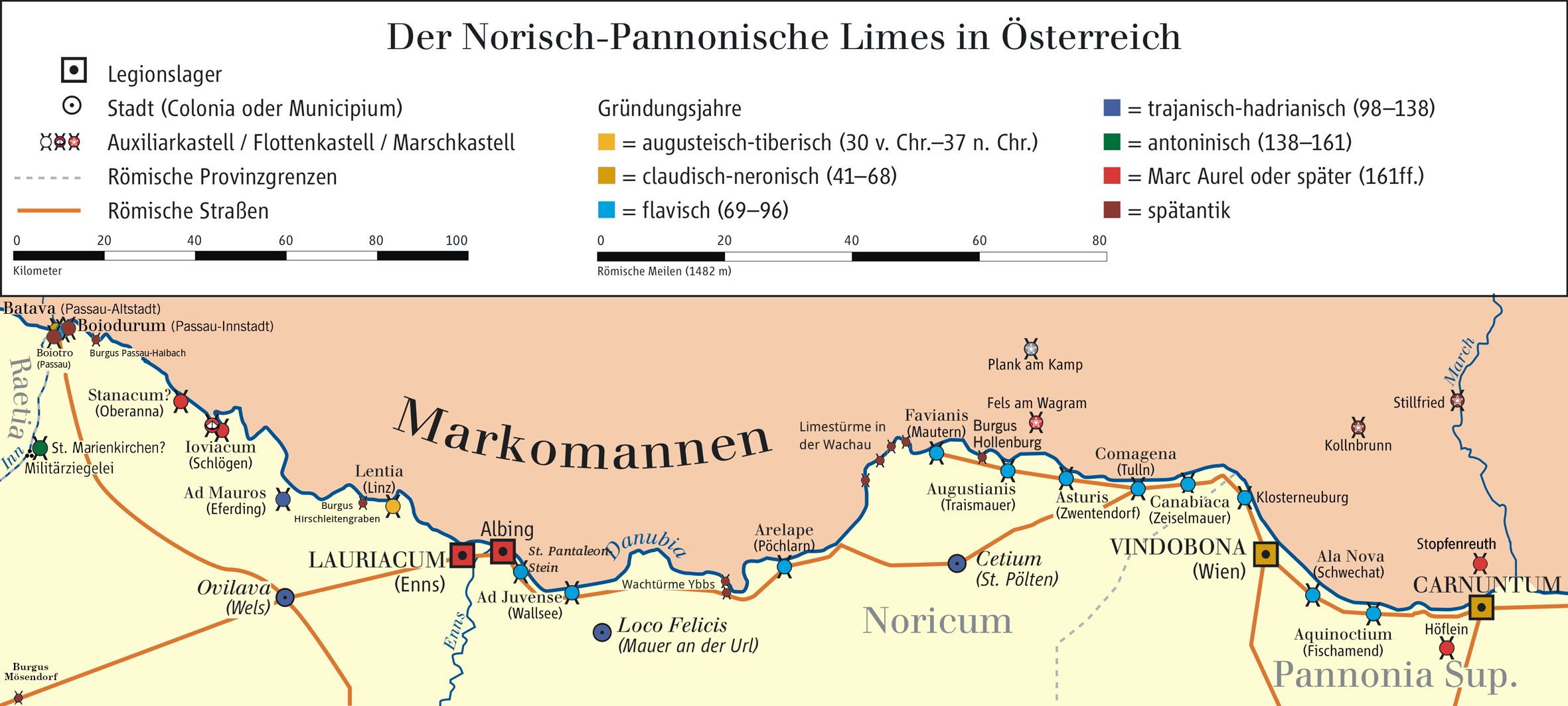
Lage Aelium Cetiums an der Grenze des Römischen Reichs

Aelium Cetium lag an der Stelle, an der die römische Hauptstraße, die von Ovilava (Wels) nach Vindobona (Wien) führte, den Fluss Tragisamus (heute: Traisen) überquerte. Es war zwar keine direkte Grenzstadt, doch befand sich die Grenze des Römischen Reichs (der Limes entlang der Donau) nur einen Tagesmarsch nördlich. So war der vermutliche Zweck der römischen Gründung, die nahegelegenen sechs Hilfstruppenlager, die die Grenze gegen die Germanen sicherten, mit Nahrung und anderem Nachschub zu versorgen. In den Schmiedewerkstätten Aelium Cetiums, in dem nie Truppen stationiert waren, wurde auch militärische Ausrüstung hergestellt.

## Forschungsgeschichte, Baureste und Fundverbleib
Die Anfänge der Beschäftigung mit einer damals noch unbekannten römischen Stadt auf dem Gebiet St. Pöltens reichen bis ins 17. Jahrhundert zurück und wurde von Priestern des St. Pöltner Klosters getragen. Im 18. Jahrhundert weisen etwa Raimund Duellius und Albert Maderna auf Funde von römischen Münzen und Inschriften hin. Seit ungefähr 1800 scheinen sich auch nicht-geistliche Bürger für die römische Stadt interessiert zu haben, wobei allerdings auch Texte entstanden, deren Autoren in ihren Darstellungen und Annahmen über ihr Ziel hinausschossen. Zwischen 1850 und 1900 wurden im Zuge von Bauarbeiten etliche römische Gräber, Inschriften, ein Weihaltar an Neptun, Münzen und andere kleinere Funde getätigt und 1885 erschien eine erste Darstellung zum Römischen in St. Pölten.
Die ersten Ausgrabungen begannen im Jahr 1988. Zu den damit beschäftigten Archäologen zählen vor allem Peter Scherrer und Ronald Risy. Die Stadt St. Pölten bietet einen Themenweg an, Grabungsfunde findet man in St. Pölten im Stadtmuseum, im Diözesanmuseum und in vereinzelt aufgestellten Vitrinen.

## Geschichte
Vor der römischen Siedlung gab es im ganzen heutigen Stadtgebiet zahlreiche Siedlungsplätze. Eine direkte, ortsgleiche Vorgängersiedlung Aelium Cetiums gab es aber mit Sicherheit nicht, es handelt sich also um eine Neugründung.
Nach römischem Recht zur Stadt (municipium) erhoben wurde Aelium Cetium wahrscheinlich im Jahr 121 oder 122. Man nimmt dieses Datum an, da sich der Kaiser Hadrian zu dieser Zeit auf einer Inspektionsreise durch die gesamte Provinz Noricum befand, auf der er möglicherweise auch den Städten Carnuntum, Ovilava und Vindobona das Stadtrecht verlieh.
Spuren eines Flächenbrandes an fast allen Grabungsstellen legen nahe, dass die Stadt zerstört worden sein dürfte. Man datiert diesen Brand ins Jahr 170, in dem Rom im Gebiet Aelium Cetiums Krieg mit dem Germanenstamm der Markomannen führte (siehe: Markomannenkriege). Eine weitere großräumige Zerstörung dürfte um 240 stattgefunden haben, an die sich ein genereller Rückgang der Siedlungstätigkeit anschloss; möglicherweise kam gegen 275 auch noch eine Überschwemmungskatastrophe dazu. Erst seit dem Beginn des 4. Jahrhunderts entstanden wieder mehr Neubauten und nahm die Stadt einen wirtschaftlichen Aufschwung, der allerdings nur bis etwa 400 anhielt. Ab dem Anfang des 5. Jahrhunderts ging es bergab, ausgegrabene Gräberfelder zeigen, dass die römische Stadt immer kleiner wurde und noch bis etwa 450 bewohnt gewesen sein dürfte. Es war dies die Zeit der Völkerwanderung und die Römer zogen sich nach Italien zurück.
Es folgte eine Siedlungsunterbrechung von wenigstens 300 Jahren; das spätere St. Pölten war in dieser Zeit im Gegensatz zu nahegelegenen Orten wie Pottenbrunn oder Unterradlberg unbewohnt. Über den Beginn der mittelalterlichen Neugründung St. Pöltens direkt über den Resten der verlassenen Römerstadt herrscht noch Unklarheit. Sicher ist, dass er ins 9. Jahrhundert fällt. Umstritten ist heute das genaue Datum und ob die mittelalterliche Siedlungsgeschichte St. Pöltens – wie bisher angenommen – mit der Gründung des Klosters des Heiligen Hippolyt beginnt, oder ob die möglicherweise bereits vorher gegründete Siedlung Treisma mit St. Pölten zu identifizieren ist.

## Stadtplan
Aelium Cetium liegt fast flächengleich unter dem mittelalterlichen Stadtkern St. Pöltens und entsprach mit 25 ha Fläche dem Umfang St. Pöltens im Hochmittelalter. Wie viele von den Römern gegründete Städte hatte es einen genau quadratischen Grundriss (mit 500 m Seitenlänge, also 25 ha), der von genau parallelen Ost-West-Straßen (decumani) und dazu rechtwinkeligen Nord-Süd-Straßen (cardines) durchzogen war (siehe: Hippodamisches Schema). Das bebaute Gebiet zwischen den Straßen nannten die Römer insulae (Inseln). Diese waren im Fall von Aelium Cetium gleichmäßig etwa 66 m breit und zwischen 55 und 95 m lang. Die Straßen waren durchschnittlich 6 m breit und bestanden aus Schotterfahrbahnen, an denen entlang unbedeckte Abflussgräben verliefen. Im Osten der Stadt befand sich vermutlich eine Geländekante, die die Stadt vom Überschwemmungsgebiet der Traisen abgegrenzt haben dürfte. Auch im heutigen Stadtbild lassen sich einige römische Straßenverläufe noch erkennen. So verläuft die Wiener Straße/Heßstraße exakt gleich wie der Hauptdecumanus (der decumanus maximus) Aelium Cetiums. Die Kremser Gasse/Schreinergasse entspricht dem Hauptcardo (dem cardo maximus). Der Hauptplatz der römischen Stadt (forum) befand sich am Schnittpunkt dieser beiden Hauptstraßen, zwischen der heutigen Kremser Gasse und dem Herrenplatz, hier befand sich später auch der mittelalterliche Marktplatz St. Pöltens. Südlich des Forums lag der Tempelbezirk (area sacra) mit dem Haupttempel Aelium Cetiums. Rund um die Stadt kann man eine Befestigung in Form von Grabenanlagen annehmen.

## Bauten und Funde
Die ältesten Bauwerke sind aus Holz (siehe Fachwerkhaus), sie wurden vermutlich von den hier angesiedelten Veteranen errichtet. Mit Stein baute man erst nach der Zerstörung der Stadt im Jahr 170. Anfangs unterschieden sich die einzelnen Häuser in Größe und Bauart, erst seit der Kaiserzeit gab es geschlossene insulae, die nun auch von Mauern umgeben waren. Generell sind die Steinbauten schlecht erhalten, was auf darauf zurückzuführen ist, dass in späteren Phasen der Stadtentwicklung die römischen Häuser abgetragen und die Steine für Neubauten verwendet worden sind. Ab dem 2. Jahrhundert baute man Fachwerkkonstruktionen auf etwa 1 m hohen, gemauerten Sockeln. Diese Häuser besaßen ein Obergeschoss. In einigen wenigen Häusern fand man einzelne beheizte Räume, Bodenmosaike, farbige Wandmalereien und Stuck. Grundsätzlich bestanden die Böden in den Wohnräumen aus einem stabilen Terrazzo, in Nebenräumen und Portiken aus Lehmschlag. In den Höfen fand man einfache Erdkeller und mit Mauern umgebene Kleingartenbereiche.
Arbeitsstätten
Man fand einige Werkstätten oder Arbeitshöfe von Schmieden (Schmelzöfen) und Töpfern (Töpferöfen) sowie am Stadtrand einen Bauernhof, weiters Gebäude von Textil- und Lebensmittelhändlern sowie ein Keramikdepot von Töpferwarenhändlern. Ebenfalls entdeckt wurden die Vereinshäuser der Schmiede und der städtischen Feuerwehr (collegium fabrum) sowie ein Geschäftstrakt mit Porticus und drei Geschäften (siehe Taberna).
Therme und Antentempel
Im Nordosten fand man einen Gebäudekomplex, der möglicherweise eine öffentliche Thermenanlage war. Daran angebaut war ein nach Osten offener Antentempel mit Vorraum und Cella. Man vermutet hier einen Kult orientalischer Gottheiten, unter anderem fand man ein Schlangengefäß.
Einzelfunde
- Im Bereich des Forums wurden Inschriften und ein Neptunaltar eines Statthalters (um 270) gefunden, im ganzen Stadtgebiet zahlreiche Alltagsgegenstände.
- In der Pfarrkirche Karlstetten an der Nordwand ein römischer Weihestein des Marcus Ulpius Spectatus, Bürgermeister und Augur des Municipiums Aelium Cetium (St. Pölten) dem Gott Merkur zur Erinnerung an den Vater geweiht, auf dem rechten Seitenfeld Darstellung eines Widders, wohl des gegenständlichen Opfertieres, auf der linken Seite eine Schildkröte, aus dem zweiten Viertel des 2. Jahrhunderts.

## Ämter

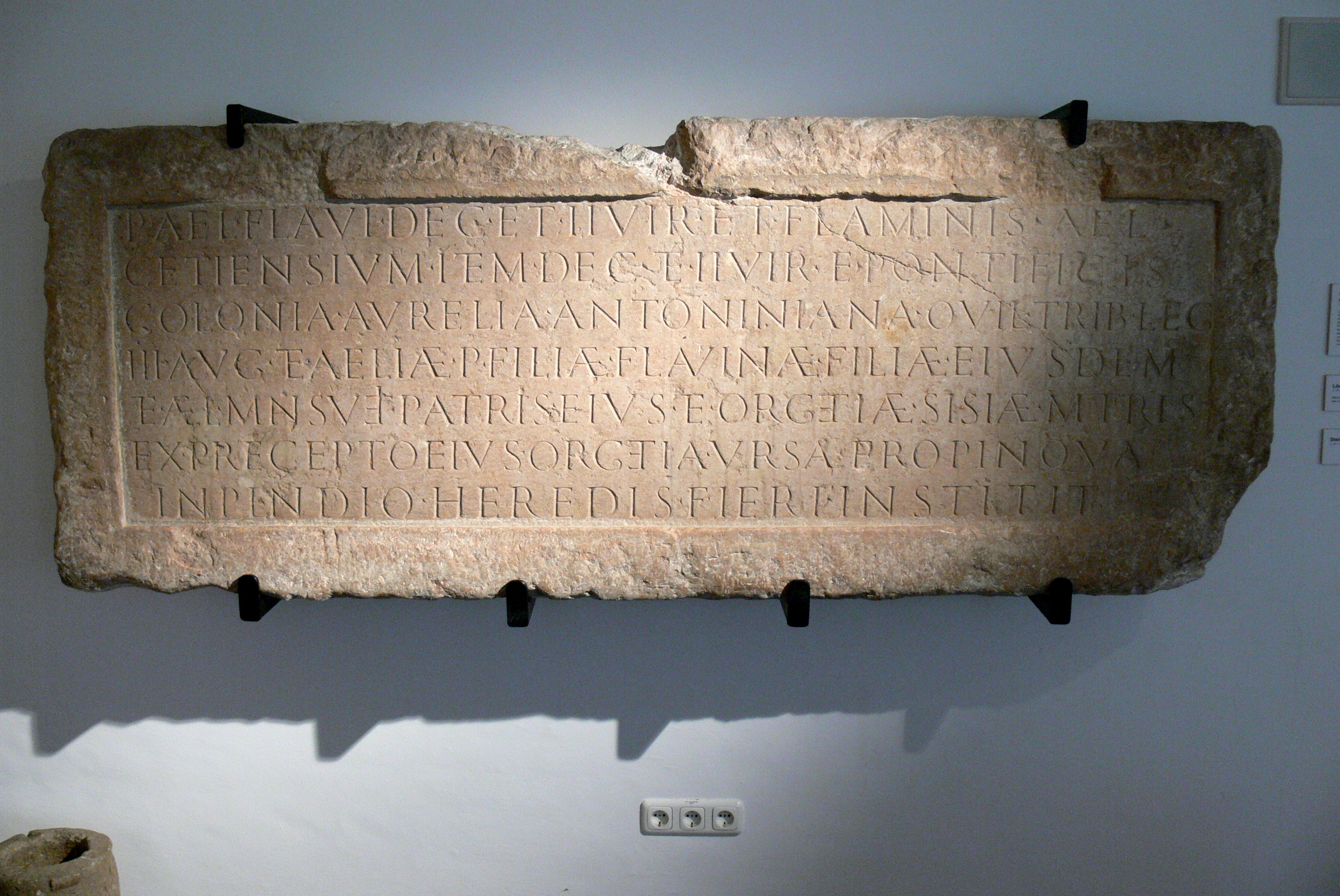
Diese lateinische Inschrift stammt aus dem 3. Jahrhundert und wurde von Orgetia Ursa u. a. für ihren Sohn Publius Aelius Flavius gesetzt, der in Aelium Cetium und in Colonia Ovilava (Wels) in hohe geistliche und weltliche Ämter aufgestiegen war. (Familien-Grabinschrift aus Wels, heute im dortigen Stadtmuseum Minoritenkloster in der Römischen Abteilung)

Da sie auf Inschriften aufscheinen, weiß man von etlichen für die römischen Provinzen und Municipia üblichen Verwaltungsämtern, nämlich denen des duumvir iure dicundo, des aedilis, des quaestor, sowie vom ordo decurionum sowie dem Priesteramt des flamen.